# Rozkoš (Kostomlaty nad Labem)
Rozkoš je vesnice v okrese Nymburk, je součástí obce Kostomlaty nad Labem. Nachází se asi 1,9 km na severozápad od Kostomlat nad Labem. Vesnicí prochází Hronětický náhon. Je zde evidováno 45 adres.

## Historie
První písemná zmínka o vesnici pochází z roku 1720.

## Další fotografie

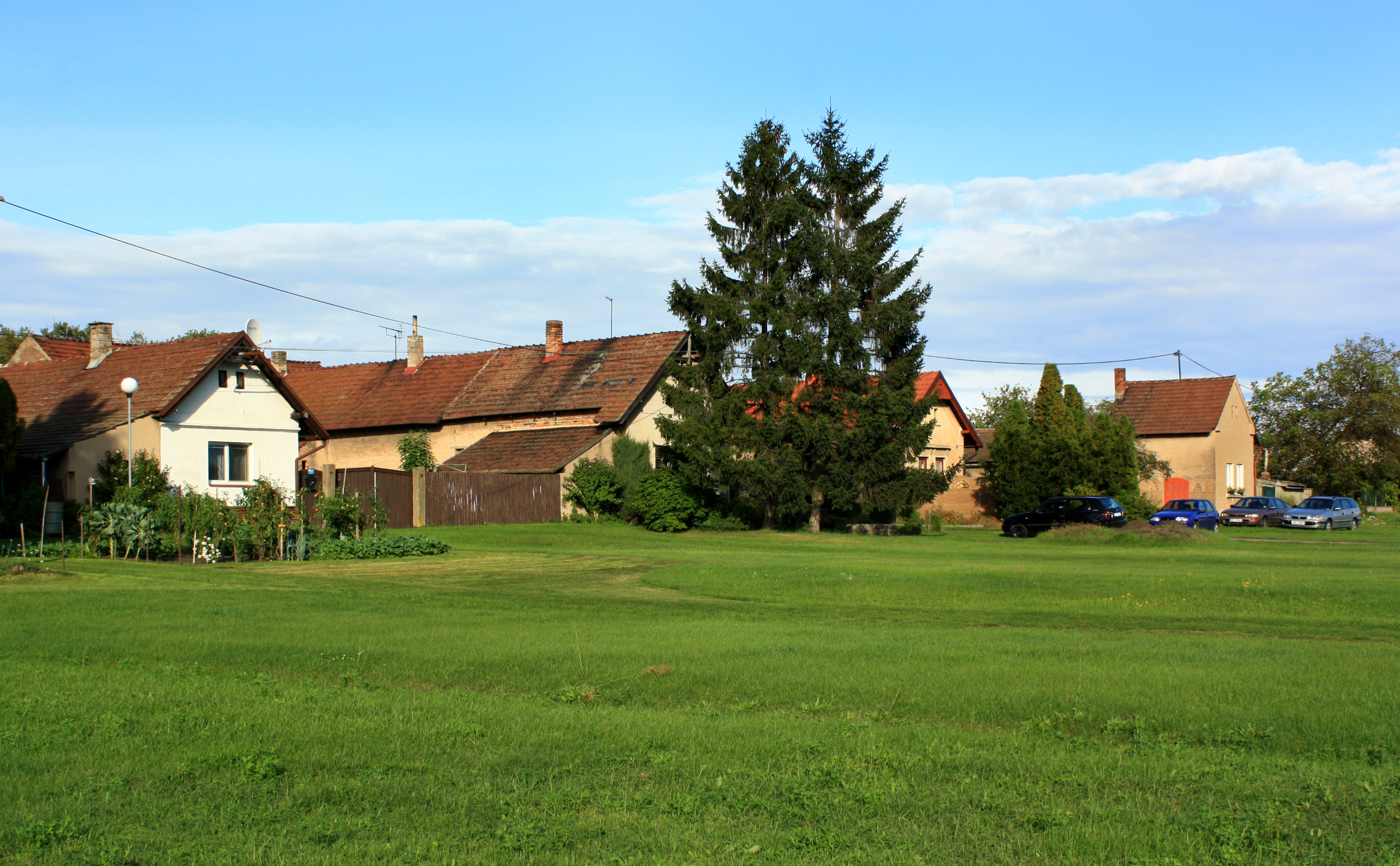
Domky na východě
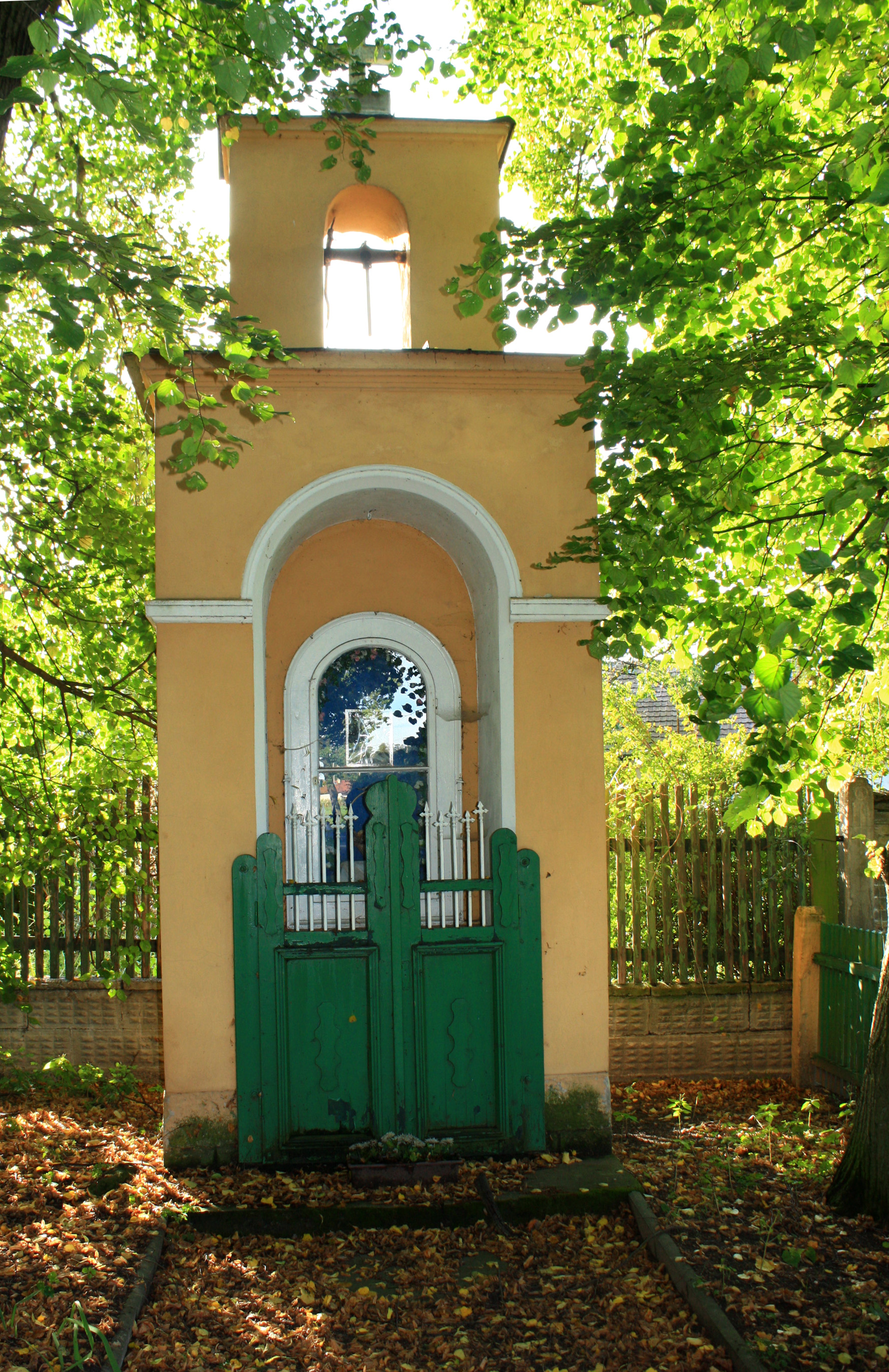
Kaplička
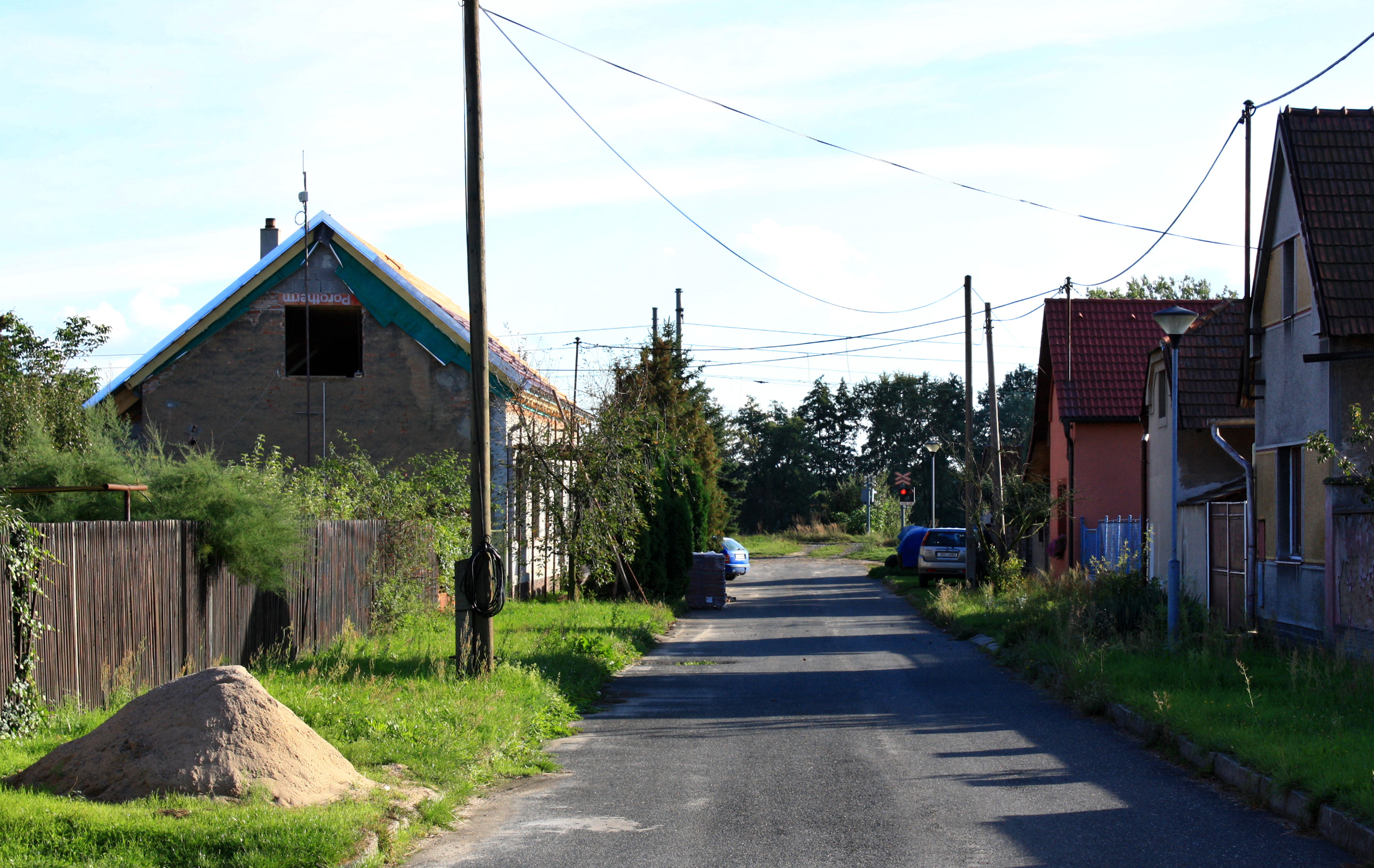
Ulice z návsi k trati